# Будь ти проклятий, якщо зробиш це (Доктор Хаус)
«Будь ти проклятий, якщо зробиш це» (англ. Damned If You Do) — п'ята серія першого сезону американського телесеріалу «Доктор Хаус». Прем'єра епізоду проходила на каналі FOX 14 грудня 2004. Назва походить від фрази з серіалу «Будь ти проклятий, якщо зробиш це, будь ти проклятий, якщо не зробиш цього» (англ. Damned if you do, damned if you don't). Доктор Хаус дав медикамент, який викликав у пацієнта страшну алергію. Тепер він має довести, що алергія з'явилась не через його помилку.

## Сюжет
До Хауса приходять три черниці та просять допомогти сестрі Августін (Елізабет Мітчелль) в якої з'явились рани на руках, подібні на стигмати. Хаус не вірить в стигмати й тому впевнений, що це алергія. Інші черниці повідомляють, що в монастир вони придбали новий засіб для миття посуду, який ймовірно і викликав алергію. Хаус дає їй антигістамін, але сестра Августін починає задихатись (алергічна реакція), тому на додачу Хаус вводить їй адреналін, що спричиняє ще більше погіршення стану сестри Августін.
Кадді впевнена, що Хаус просто зробив помилку і ввів черниці забагато адреналіну. Якщо за 24 години Хаус не знайде докази, які свідчать про його невинність, то Кадді повідомить про подію юриста лікарні. Хаус з його командою обговорюють ситуацію в кабінеті. Кемерон припускає, що черниця могла мати синдром Черджи-строс. Форман має іншу і набагато легшу теорію — помилка Хауса. Під час комп'ютерної томографії у сестри Августін трапляється припадок. Вона впевнена, що до неї приходив Ісус. Форман помічає в неї висип на нозі. З тестів він дізнається, що це герпес, який з'явився в результаті погіршення стану імунної системи. Хаус думає, що у черниці змішані захворювання сполучної тканини. Він записує її на гіпербаричну оксигенізацію, проте Форман вважає цю ідею небезпечною для життя пацієнта. Він розповідає про вчинок Хауса Кадді і та відсторонює Грегорі Хауса.
Кадді зустрічається з Кемерон, Форманом і Чейзом для обговорення справи. Після цього Хаус розпитує Чейза про те, чи сестра Августін не приховує щось. Щоб дізнатись більше інформації Хаус відвідує жіночий монастир, де мешкала сестра Августін. Одна з «подруг» Августін розповідає, що та сама зробила собі аборт в 15 років. На кухні монастиря, Хаус дізнається, що черницям подають чай з ранника. А ця рослина разом з адреналіном спричиняє зупинку серця. Проте є ще якась алергія, яка і далі погіршує стан сестри. Хаус вирішує ввести різні алергени, але жодний не дає ніякої реакції. Тим часом сестра Августін повністю впевнена, що Бог хоче її смерті й тому хоче повернутись в монастир. Лікарі, через рентген, знаходять в її тазі внутрішньоматочний пристрій із міді (сестра Августін має алергію саме на мідь). При операції лікарі видаляють цей пристрій, який сама Августін помістила у своє тіло багато років тому, щоб не завагітніти.

## Цікавинки
При показі цієї серії в Італії (озвучувала компанія «Mediaset» Italia 1) діалог між Хаусом і Чейзом був підданий цензурі через критику римського католицизму.